# Norcool
Norcool är ett norskt företag som tillverkar läskkylar till olika bryggerier. Bryggerierna sätter i sin tur ut kylarna i bland annat olika affärer och restauranger. Norcool har cirka 90 % av den svenska marknaden och de största kunderna är Coca-Cola Company, Carlsberg och Pressbyrån.
I slutet av 1990-talet blev Norcool uppköpt av det grekiska företaget Frigoglass som tillverkar bland annat läskkylar. Ägarna av den svenska delen av Norcool var däremot väldigt missnöjda med att grekerna tog över och bröt sig ut ur Frigoglass i början av 2000-talet och bytte namn till Refurb Scandinavia AB och sedan till Enjoy Sales AB. Enjoy Sales AB fungerar som en generalagent för Norcool och har ensamrätt på Norcools produkter i Sverige.